# The Doctor of the Afternoon Arm
The Doctor of the Afternoon Arm è un cortometraggio muto del 1916 diretto da Robert F. Hill. Il regista firmò anche la sceneggiatura, basata su un soggetto di Norman Duncan. Prodotto dalla IMP, aveva come interpreti Sidney Bracey, Edith Roberts, Sydell Dowling, Paul Kelly, Sam D. Drane, George MacQuarrie.

## Produzione
Il film fu prodotto dall'Independent Moving Pictures Co. of America (IMP).

## Distribuzione
Il copyright venne registrato il 7 aprile 1916. Distribuito dall'Universal Film Manufacturing Company, il film - un cortometraggio in due bobine - uscì nelle sale cinematografiche statunitensi il 14 aprile 1916.